# 荒木徳三郎
荒木 徳三郎（あらき とくさぶろう、1846年4月18日〈弘化3年3月23日〉 - 没年不明）は、日本の商人（荒木屋、肥料・綿・米穀商）、海運業、醤油醸造業、鳥取県の大地主、荒木合名会社社員、実業家、政治家。鳥取県西伯郡境町会議員。

## 経歴
鳥取県西伯郡境町（現・境港市）の人で、生家は代々醤油醸造業を営む。
海運業を営み、主に地方の物産を蒐集し、これを北国中国等に輸送し帰港には肥料を積載して年数回往復航行する。危難や損失がなかったため収利は夥しく頓に資財を増殖し声望が大いに起り、地位は益々高まる。「境の荒木」といえば地方遠近にその偉名を伝えられる。
1902年、境製糸社員の荒木久九郎、渡辺広太郎、里見五平は各々その出資額全部を共に社員の荒木徳三郎へ譲渡して退社し、荒木徳三郎はこれを譲り受けてその出資額を金3400円と変更する。

## 人物
荒木平三郞は弟。荒木市次郎は長男。境電気や境貿易の大株主である。住所は鳥取県西伯郡境町栄町。